# Сан Марино на Песми Евровизије
Сан Марино је 14 пута учествовао на Песми Евровизије. Први пут 2008. године у Београду. Због лошег пласмана су одустали, а вратили су се у такмичење тек 2011. у Немачкој.

## Деби 2008.
Јуна 2007. јавни РТВ сервис Сан Марина изразио је интересовање за учешће на Песми Евровизије у ближој будућности, све у зависности од заинтересованости главних акционара (посебно италијанског РАИ-ја који је одустао од такмичења 1997. године). Крајем године, СМРТВ је потврдио своје учешће на београдском Евросонгу.
Први представник малене државице била је тинејџерска поп група Миодио (Miodio) који су извели песму „Complice” („Саучесник”) на италијанском језику. Сан Марино је својим наступом у Београду уједно постао и 50-а јубиларна држава учесница овог фестивала. Наступили су као 5. у првом полуфиналу, и са освојених 5 поена заузели су последње место.
Првобитно је било планирано да Сан Марино учествује и следеће године у Москви. Међутим кружиле су гласине о одустајању због слабог резултата на почетку, што је СМРТВ оповргавао и чак најавио учешће у Москви, да би се на крају ипак повукли са такмичења због наводних финансијских проблема у којима се нашла национална телевизија (и нису учествовали наредне 2 године).

## Сенит 2011
Након што је објављен повратак Италије на Евровизијску сцену, било је за очекивати да се исто деси и са Сан Марином. За Евровизију у Диселдорфу, СМРТВ се одлучио за баладу коју је извела Сенит (Senhit Zadik Zadik, Италијанка еритрејских корена). Песма „Stand By” завршила је прво полуфинале тек на 16. месту са 34 поена и није успела да се пласира у финале.

## Валентина Монета
За сада најуспешнији представник Сан Марина на Песми Евровизије, ову земљу је три пута, у 2012, 2013 и 2014. години представљала Сан Маринежанка Валентина Монета. СМРТВ је прве године наступио са песмом Social Network Song Uh Oh. Песма је првобитно названа Facebook Uh oh, али је промењена, јер ју је ЕБУ прогласио рекламирањем Фејсбука. Међутим, Сан Марино је ипак учествовао са сличном песмом и истим представником. Песма је освојила 14. место у полуфиналу и није пласирала у финале.
У Малме 2013. године је отишла поново Валентина Монета. Певала је баладу Crisalide (Vola), на италијанском језику (Љуштура лептира (Лети) у преводу). Валентина је као лептир наступила на сцени у Малмеу, али се, и поред неизмерне подршке обожаватеља, предвиђања победе са кладионица и освојеног другог места на ОГАЕ (Организација аматера-љубитеља Евровизије) анкети за победника Песме Евровизије и многих претходно уручених признања, није пласирала у финале, завршивши на 11. позицији у 2. полуфиналу са 47 поена, примивши 10 поена од Шпаније. Овај неуспех Сан Марина, четврти у низу, многи обожаватељи сматрају једном од највећих неправди у историји Песме Евровизије. Песма је у укупном рангирању заузела 27. место од 39 песама те године и постала најбољи остварени резултат Сан Марина на избору.
2014. године, у Копенхагену, на дијамантској сцени наступила је Валентина Монета са песмом Maybe (Можда, у преводу) и постигла чудо Сан Марина, како су ово многи касније називали. Песма Сан Марина се квалификовала за финале из првог полуфинала, на 10. месту са 40 поена. Аплауз је био вероватно највећи те вечери. У финалу 2014. године Валентина је освојила 24. место, испод ње су били само Словенија и Француска. Међутим, Валентина је постигла, по први пут, да своју малу земљу одведе у финале и заузме сасвим добро место у укупном рангирању, добро дочекана и вољена од стране публике Евровизије.

## Дуо 2015.
Валентина Монета се није вратила да представља своју земљу 2015. и та част је припала Анити и Микелу (Anita Simoncini, Michele Perniola) од којих је Анита из Сан Марина, а Микел из Италије. Дуо је певао песму Chain of Light (у преводу Ланац светлости). Међутим, песма се није пласирала у финале, а у другом полуфиналу заузела је 16. место са свега 11 поена, а у укупном рангирању освојили су 39. место, док је испод њих била Швајцарска са само 4 поена.

## 2016.
Да ли ће Сан Марино учествовати на Песми Евровизије 2016. у Шведској СМРТВ тек треба да потврди, односно негира. Међутим, постоје гласине да ће држава ипак учествовати, а да ће је представљати Валентина Монета, и тиме постати једина уметница која је представљала своју државу четири пута у историји Песме Евровизије. Ово се закључило из многих непотврђених извора, од којих је најпознатији коментар једне од водитељки приликом читања поена Сан Марина за Песму Евровизије 2015, које је обавила сама Валентина. Водитељка је изјавила: See you next year on Eurovision stage, then, у преводу „Видимо се следеће године на Евровизијској сцени, онда”. Међутим, да ли ће Валентина Монета учествовати следеће године на Евровизији тек треба да буде званично потврђено.

## Учесници
| Година    | Извођач                           | Песма                     | Финале            | Поени             | Полуфинале       | Поени            |
| --------- | --------------------------------- | ------------------------- | ----------------- | ----------------- | ---------------- | ---------------- |
| 2008      | Миодио                            | „Complice”                | Нису се пласирали | Нису се пласирали | 19               | 5                |
| 2009–2010 | Није учествовала                  | Није учествовала          | Није учествовала  | Није учествовала  | Није учествовала | Није учествовала |
| 2011      | Сенит                             | „Stand By”                | Нису се пласирали | Нису се пласирали | 16               | 34               |
| 2012      | Валентина Монета                  | „The social network song” | Нису се пласирали | Нису се пласирали | 14               | 31               |
| 2013      | Валентина Монета                  | „Crisalide (Vola)”        | Нису се пласирали | Нису се пласирали | 11               | 47               |
| 2014      | Валентина Монета                  | „Maybe”                   | 24                | 14                | 10               | 40               |
| 2015      | Микеле Перниола и Анита Симончини | „Chain of Lights”         | Нису се пласирали | Нису се пласирали | 16               | 11               |
| 2016      | Серхат                            | „I Didn't Know”           | Нису се пласирали | Нису се пласирали | 12               | 68               |
| 2017      | Валентина Монета и Џими Вилсон    | „Spirit of the Night”     | Нису се пласирали | Нису се пласирали | 18               | 1                |
| 2018      | Џесика и Џенифер Бренинг          | „Who We Are”              | Нису се пласирали | Нису се пласирали | 17               | 28               |
| 2019      | Серхат                            | „Say Na Na Na”            | 19                | 77                | 8                | 150              |
| 2020      | Сенит                             | „Freaky”                  | Отказано          | Отказано          | Отказано         | Отказано         |
| 2021      | Сенит                             | „Adrenalina”              | 22                | 50                | 9                | 118              |
| 2022      | Акиле Лауро                       | „Stripper”                | Нису се пласирали | Нису се пласирали | 14               | 50               |
| 2023      | Piqued Jacks                      | „Like an Animal”          | Нису се пласирали | Нису се пласирали | 16               | 0                |
| 2024      | Megara                            | „11:11”                   | Нису се пласирали | Нису се пласирали | 14               | 16               |
| 2025      | Габри Понте                       | „Tutta l'Italia”          | 26                | 27                | 10               | 46               |
| 2026      |                                   |                           |                   |                   |                  |                  |

## Историја гласања (2008—2021)
Сан Марино је у својим наступима (у гласању жирија) у финалима највише гласова доделио:
| Ранг | Држава               | Поени |
| ---- | -------------------- | ----- |
| 1.   | Италија              | 71    |
| 2.   | Грчка                | 48    |
| 3.   | Азербејџан           | 37    |
| 4.   | Шведска              | 34    |
| 5.   | Норвешка             | 30    |
| =    | Уједињено Краљевство | 30    |